# Objectif tactique
 (signalé en mai 2025).
Si vous disposez d'ouvrages ou d'articles de référence ou si vous connaissez des sites web de qualité traitant du thème abordé ici, merci de compléter l'article en donnant les références utiles à sa vérifiabilité et en les liant à la section « Notes et références ».
- Archive Wikiwix
- Bing
- Cairn
- DuckDuckGo
- E. Universalis
- Gallica
- Google
- G. Books
- G. News
- G. Scholar
- Persée
- Qwant
- (zh) Baidu
- (ru) Yandex
- (wd) trouver des œuvres sur Wikidata

Un objectif tactique est le résultat souhaité immédiat à court terme d'une activité, d'une tâche ou d'une mission donnée. Les objectifs tactiques sont généralement confiés à la direction inférieure dans la structure d'une organisation à trois niveaux de terrain ou de réception, de gestion intermédiaire et de direction. Alors qu'historiquement le terme avait été appliqué aux opérations militaires, au XXe siècle, il a été de plus en plus appliqué dans les domaines de la sécurité publique, tels que la police et la lutte contre les incendies, le commerce, la planification commerciale, la politique et la politique des relations internationales.
Un objectif tactique est souvent une étape intermédiaire pour atteindre un objectif opérationnel et, à ce titre, nécessite des compétences en matière de prise de décision et de résolution de problèmes appliquées lors de l'exécution du plan tactique dans le cadre du plan opérationnel. Les objectifs tactiques dans l'utilisation commerciale représentent des objectifs de performance établis par la direction intermédiaire pour atteindre des résultats organisationnels spécifiques. Pour les pompiers, les objectifs tactiques se sont historiquement concentrés sur la sécurité des personnes en tant que priorité dans le plan lors d'incendies de structure.